# Balseros

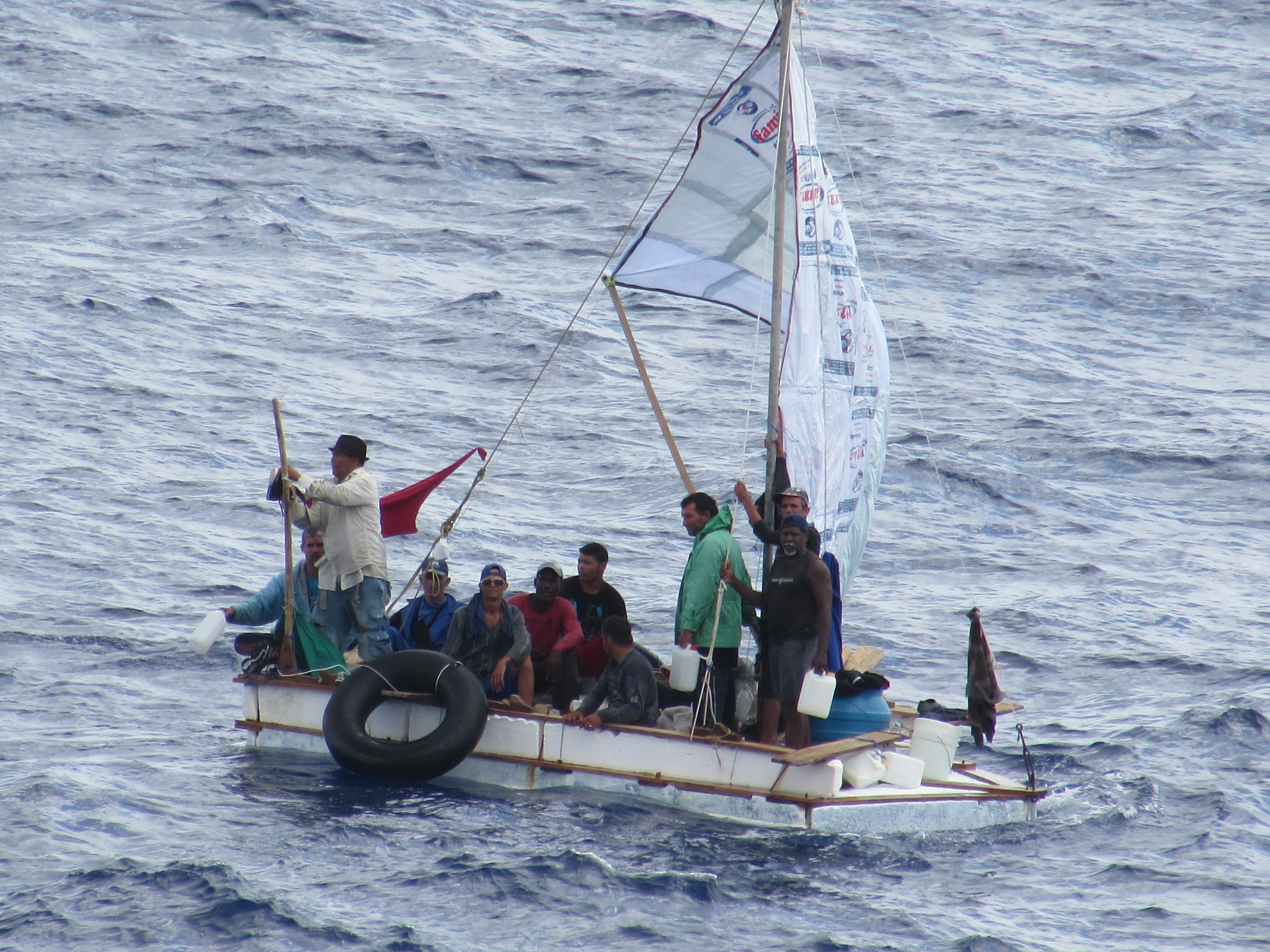
Balseros (2014).

Balseros referem-se às pessoas que emigram ilegalmente em embarcações precárias e improvisadas de Cuba para os países vizinhos, incluindo as Bahamas, as Ilhas Cayman e, mais comumente, os Estados Unidos; neste último, os cubanos tentam chegar às costas do país através do Estreito da Flórida, em busca de melhores condições de vida.
A emigração cubana em massa para os Estados Unidos são vistas como tendo ocorrido em quatro ondas. A primeira onda antes da Crise dos mísseis de Cuba que findou as viagens. A segunda onda foi a de 1965 a 1973; e o êxodo de Mariel em 1980 foi a terceira onda.Alguns estudiosos consideram a "crise dos balseiros cubanos" de agosto de 1994  como a quarta onda de imigração cubana.
Dentre as razões referidas mais frequentemente que tentam explicar esta situação são que os balseros fogem das condições políticas e dificuldades econômicas que assolam o seu país. Os anticastristas atribuem essa situação à má gestão dos dirigentes cubanos e ao atual sistema de governo socialista vigente há cinco décadas, e as políticas migratórias  mantidas pelo governo ao povo cubano, enquanto que os apoiantes da Revolução Cubana atribuem a situação ao embargo imposto pelos Estados Unidos a Cuba desde 1960. Este embargo impede a realização de transações econômicas entre Cuba e os Estados Unidos, bem como com empresas estrangeiras controladas pelos estadunidenses.